# Falco deiroleucus

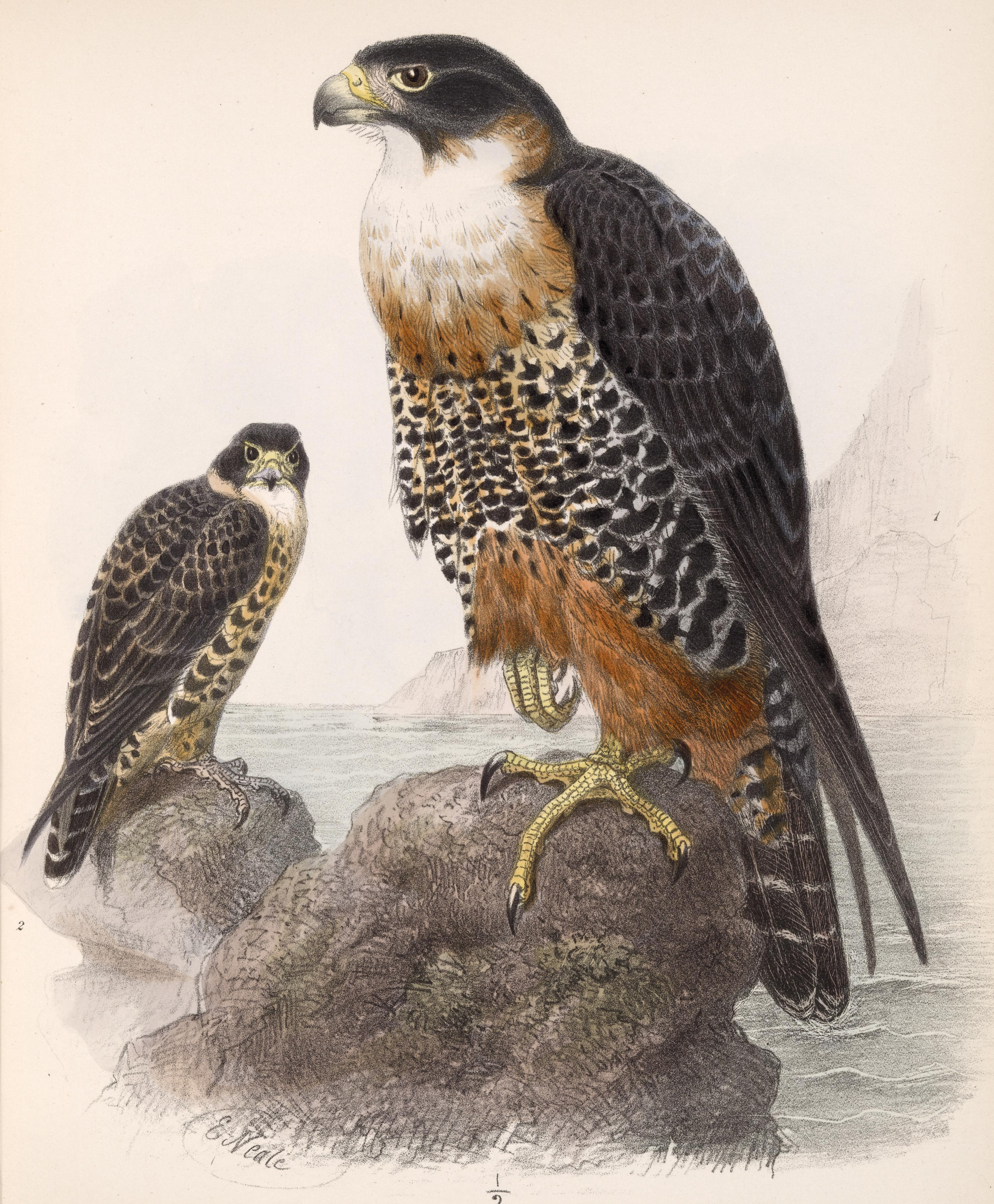
Falco deiroleucus adulto y juvenil, ilustración de 1902.

El halcón pechirrojo,halcón negro grande o halcón de pecho naranja (Falco deiroleucus) es una especie de ave falconiforme de la familia Falconidae propia del sur al norte de Sudamérica y de partes del norte de América Central. No se conocen subespecies.
Es de mediano tamaño (longitud promedio 35 cm). Es un depredador, con fuertes garras que sirven para atrapar presas en vuelo, y se considera por algunos (como el ornitólogo germano brasileño Helmut Sick) que ocupa el nicho ecológico del Falco peregrinus (halcón peregrino), en la América Tropical. Suele encontrarse en hábitats más forestales que el peregrino, así que no entra en competencia ecológica con el peregrino migrador que inverna en Sudamérica.  